# Kemune
Kemune (posiblemente la antigua ciudad de Zakhiku) es un yacimiento arqueológico descubierto durante una sequía en el embalse de la presa de Mosul, en la gobernación de Nínive, en la región de Kurdistán Sur de Irak, en 2013.

## Arqueología
El yacimiento fue excavado por primera vez por arqueólogos alemanes y kurdos en otoño de 2018. La excavación fue dirigida por Ivana Puljiz, de la Universidad de Tubinga. Los trabajos se centraron en los restos del palacio. En 2021, debido a una sequía en la presa de Mosul, volvió a dejar el lugar al descubierto. En enero y febrero de 2022, la Organización Arqueológica del Kurdistán y la Universidad de Tubinga llevaron a cabo otras excavaciones. Además de cartografiar la mayor parte del yacimiento, se recuperaron unas 100 tablilla de barros cuneiformes. Las tablillas datan del periodo Asirio Medio, justo después de la destrucción de la ciudad por un terremoto.
En este lugar se construyó un palacio a orillas del río Tigris durante la época del Imperio Mitanni. Los restos del palacio se conservan a una altura de unos siete metros. Según Ivana Puljiz, las dos fases de uso son claramente perceptibles, lo que indica que el edificio estuvo en uso durante mucho tiempo. Los arqueólogos desenterraron varias salas del interior del palacio y revisaron parcialmente ocho de ellas. También descubrieron grandes ladrillos que se utilizaron como losas de suelo en algunos lugares. Diez tablillas de barro cuneiforme pertenecían al pueblo Mittani y fueron traducidas por Betina Faist, de la Universidad de Heidelberg. Según una de las tablillas, Kemune fue probablemente la antigua ciudad de Zakhiku. También se encontraron pinturas bien conservadas en murales de dos metros de grosor y más de dos metros de altura.